# Partido de Lucha Unida de los Africanos de Angola
El Partido de Lucha Unida de los Africanos de Angola (PLUAA) (en portugués, Partido da Luta Unida dos Africanos de Angola) fue un partido político angoleño fundado el 1 de marzo de 1953,  encabezado por Viriato Clemente da Cruz. Fue el primer partido angoleño en reclamar la independencia de Angola frente al Imperio portugués. En diciembre de 1956, se unió al Partido Comunista de Angola (PCA) para formar el MPLA.